# Gucci
Gucci é uma casa de moda de luxo italiana com sede em Milão, Itália. Suas linhas de produtos incluem bolsas, roupas, calçados, jóias, acessórios, maquiagem, fragrâncias e itens decoração para a casa.
A Gucci foi fundada por Guccio Gucci (1881-1953) em 1921. Com a direção de Aldo Gucci (filho de Guccio), a Gucci tornou-se uma marca de grife mundialmente conhecida. No ano de 1999, foi adquirida pelo conglomerado francês Pinault Printemps Redoute, que mais tarde tornou-se a Kering. 
Em 2025, a Gucci opera 529 lojas em todo o mundo, com cerca de 20.000 funcionários, gerando €7,650 bilhões de lucro. Stefano Cantino foi apontado CEO da Gucci maio de 2024 e Demna é diretor artístico da marca desde março de 2025.

## História
Durante a adolescência, Guccio Gucci trabalhou como carregador no Hotel Savoy, em Londres, na Inglaterra. Lá o fundador da marca teve contato a elite na virada do século XX e se apaixonou pelas malas e peças de couro que os hóspedes do hotel carregavam. Em 1902 ele retornou à Florença e fundou a Gucci como uma fabricante de malas de viagem usando o melhor couro da Toscana e o design pragmático britânico. Na mesma época, a marca criou o seu canvas Diamante, uma padronagem impressa em lona que unia a leveza do tecido com a resistência do couro aplicado em pontos especificos da peça. 
Nos anos 60, a marca alcançou uma nova popularidade com a bolsa "Jackie", nomeada em homenagem à ex-primeira-dama estadunidense, Jacqueline (Jackie) Kennedy. Na mesma época, o canvas GG foi lançado e se tornou um dos maiores sucessos da casa. Em 1966, o lenço Flora foi criado em homeagem à princesa Grace Kelly de Monaco, como um presente de Rodolfo Gucci, filho do fundador.

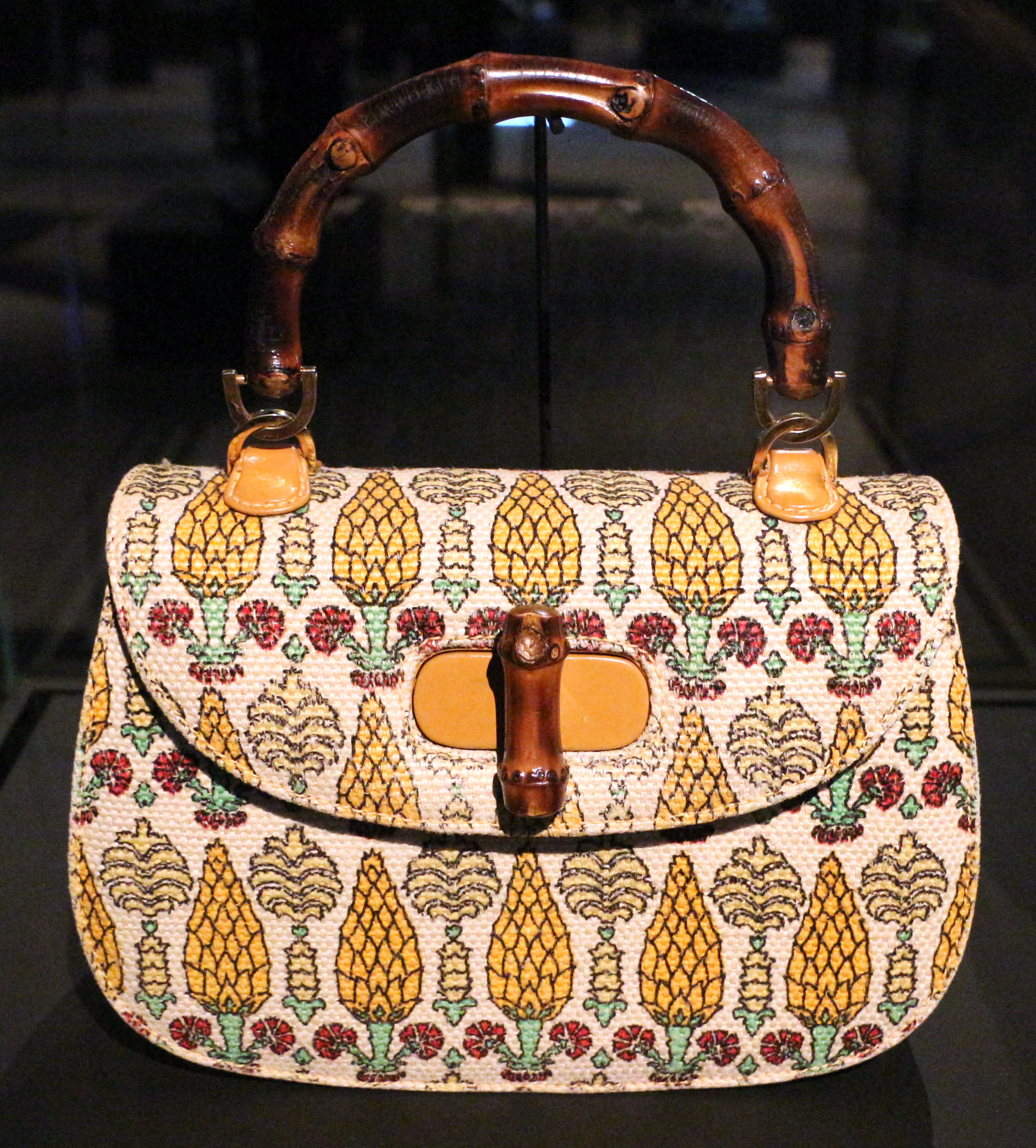
Bolsa Gucci vendida entre 1960 e 1965

Nos anos 1990, a empresa foi à falência e a direção artística da marca italiana foi entregue a Tom Ford, que lhe atribuiu uma nova imagem, mais jovem e ousada, popularizando a marca por todo o mundo. 
Em 27 de março de 1995, o então herdeiro do império, Maurizio Gucci, neto dos fundadores e então já afastado da administração, foi assassinado a mando de sua ex-esposa, Patrízia Reggiani.
Depois da saída de Tom Ford em 2005, a etiqueta passou dez anos sob a direção da italiana Frida Gianinni. A linguagem de design da modelista foi menos arrojada, o que acabou criando uma queda de vendas no final do seu mandato. Gianinni saiu da Gucci em 2015, apenas dias antes do desfile da temporada de Outono de 2015. No seu lugar, foi apontado o diretor de acessórios, o também italiano Alessandro Michele. Michele teve menos de duas semanas para montar uma coleção do zero e foi aclamado pela nova proposição na marca.
Michele trouxe uma estética totalmente nova para a Gucci, catapultando a marca para o maximalismo, mesclando referências e padronagens barrocas e renascentistas com silhuetas mod e gamine. Em novembro de 2022, Michele deixou a marca depois de alguns meses de queda de vendas e um cansaço da indústria com a estética que não se renovou ao longo da sua liderança criativa. Com a saída de Michele, a linha de prêt-à-porter continuou sendo apresentada sem uma liderança, tendo as peças de roupas criadas coletivamente pelo atelier. 
Em janeiro de 2023, Sabato de Sarno foi anunciado como o novo diretor criativo da Gucci. O designer italiano foi o diretor de moda masculina e feminina da Valentino. No meio de uma crise no setor do luxo, com uma retração do mercado como um todo, de Sarno trouxe peças e coleções pragmáticas, com foco na elevação da Gucci para longe do pop da era Michele. Seu período liderando a marca foi curto; depois de uma queda de 24% nos lucros em apenas um quadrimestre, de Sarno foi removido do cargo de diretor criativo em fevereiro de 2025.
No mês seguinte, Demna, o diretor criativo da Balenciaga (outra marca do grupo Kering) assumiu a direção artística da Gucci.

## Faturamento e valor de mercado
Na lista da Forbes de "Marcas Mais Valiosas" de 2019 (World’s Most Valuable Brands), a Gucci aparecia na 31ª posição, valendo 22,6 bilhões de dólares, com  uma receita de 10,8 bilhões ao ano,  atrás apenas da concorrente de luxo Louis Vuitton (9º). 
Em 2020, devido à pandemia de covid-19, que afetou a ida de turistas a suas lojas, a empresa teve uma queda de  23% em suas vendas.  

## Filiais

### América do Sul
O Brasil e o Chile são os únicos países da América do Sul que possuem lojas físicas da Gucci.

#### Brasil
No Brasil, são ao todo nove lojas:
- São Paulo - 4 lojas: Shopping Iguatemi, Shopping Cidade Jardim e Shopping JK Iguatemi em São Paulo capital, e Catarina Outlet em São Roque;
- Rio de Janeiro - 2 lojas: Village Mall e Copacabana Palace no Rio de Janeiro capital;
- Paraná - 1 loja: Pátio Batel (Curitiba);
- Pernambuco - 1 loja: RioMar Shopping (Recife);
- Distrito Federal - 1 loja: Shopping Iguatemi (Brasília).

#### Chile
- Santiago - 1 loja: Mall Parque Arauco

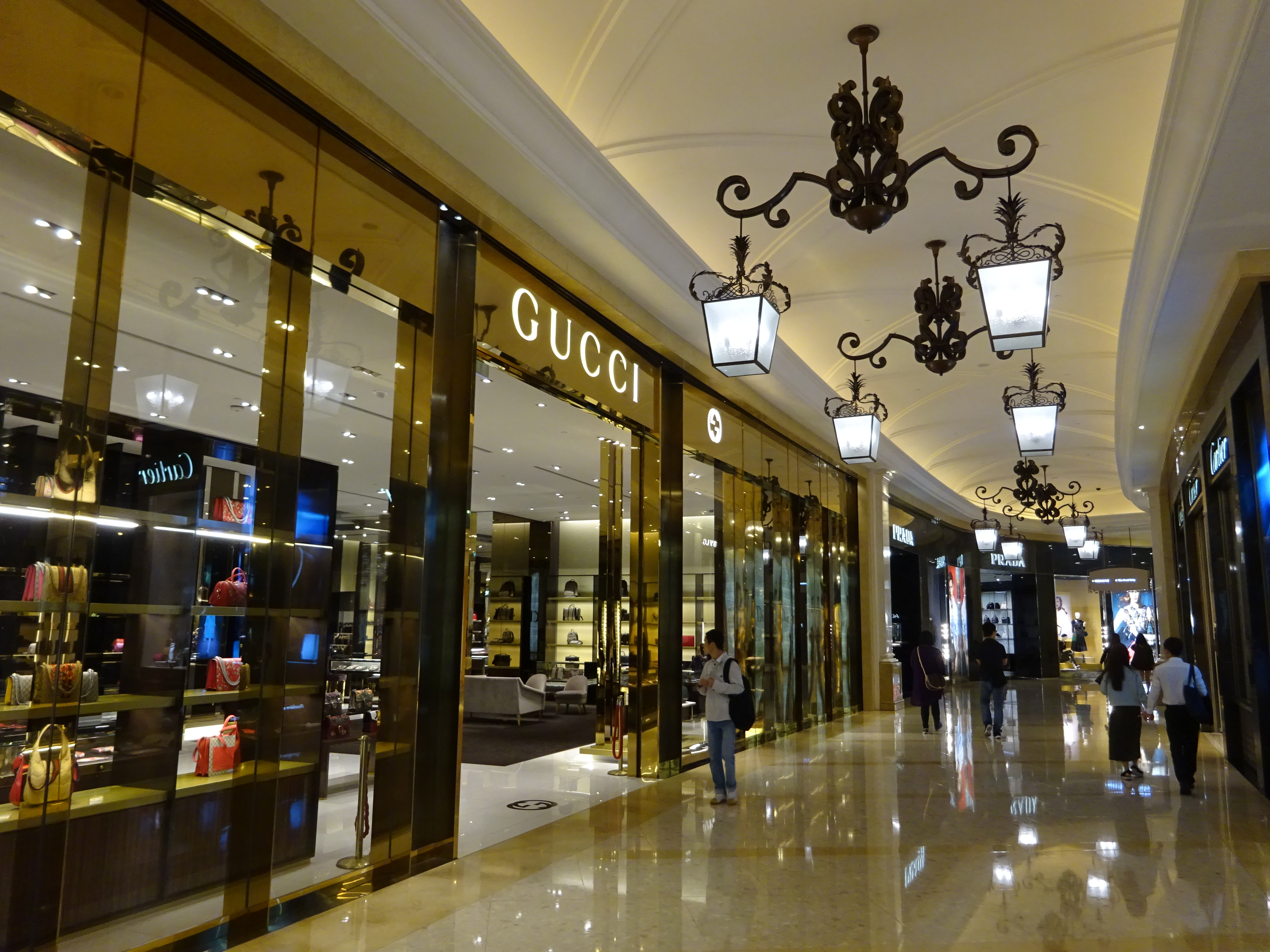
Gucci em Macau
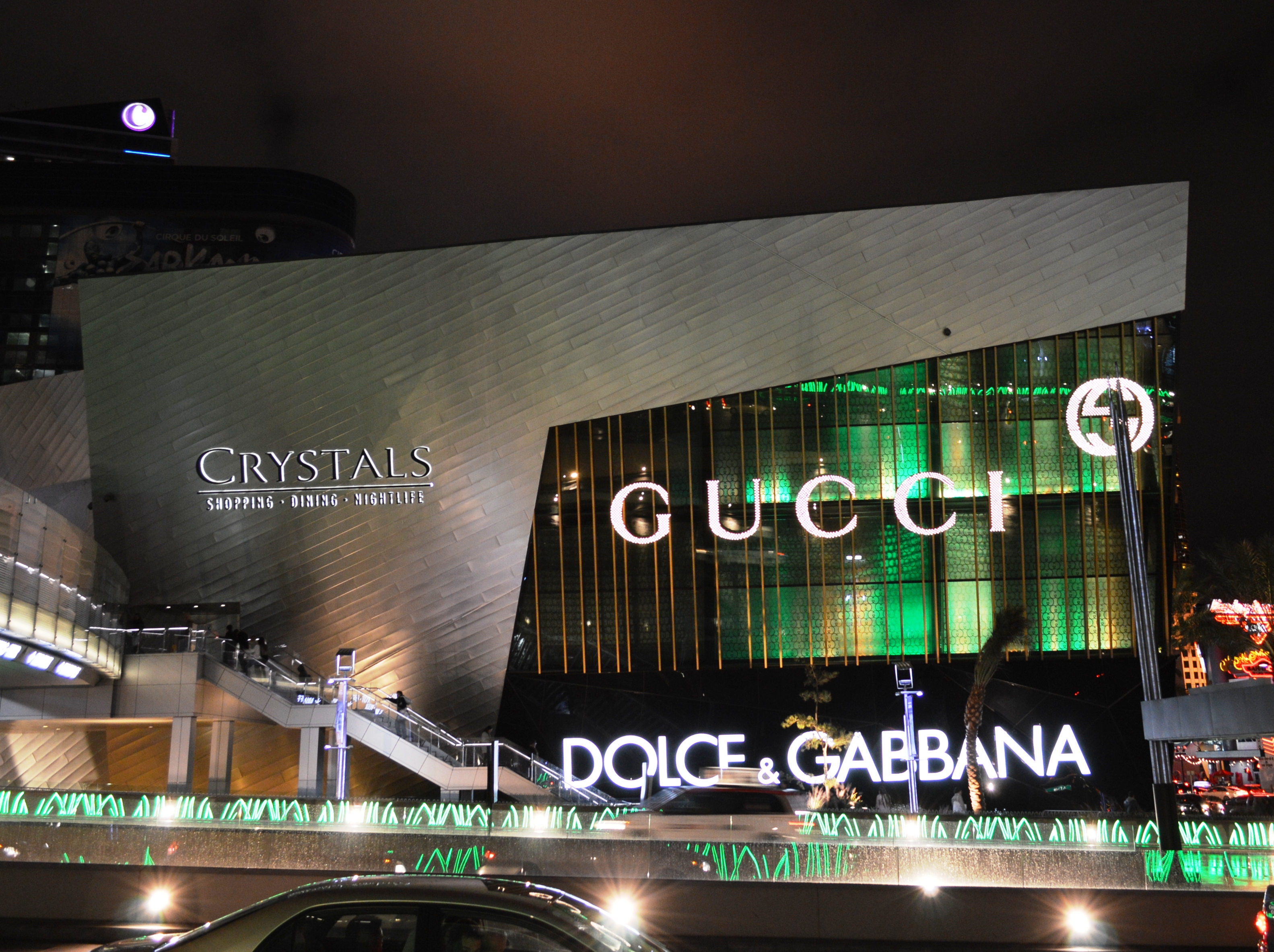
Gucci em Las Vegas
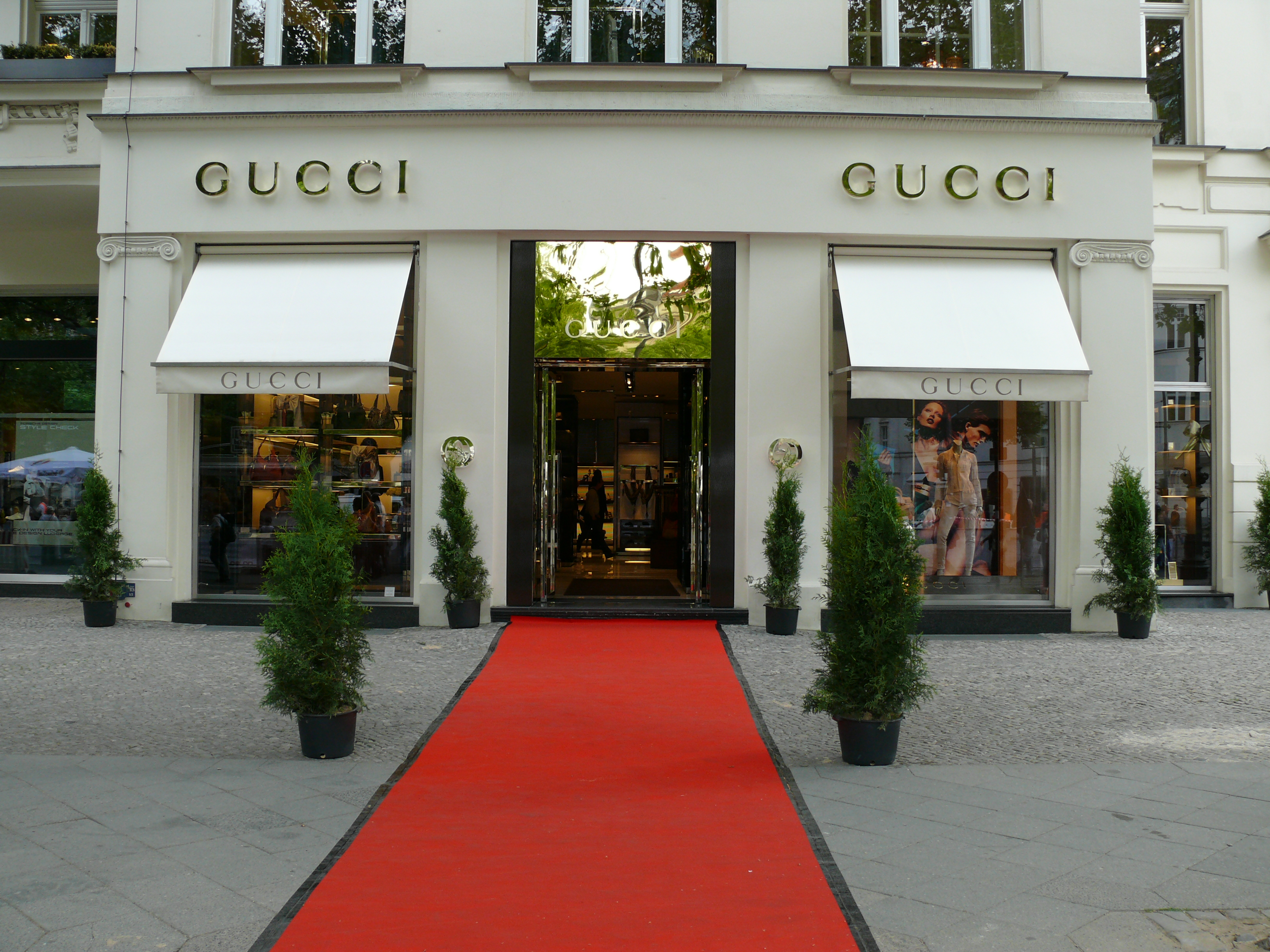
Gucci em Berlim